# Ronfi
I Ronfi sono un gruppo di personaggi immaginari protagonisti di una omonima serie a fumetti realizzata da Adriano Carnevali dal 1981 al 1995 e pubblicata sul Corriere dei Piccoli.

## Storia editoriale
La serie esordì sul Corriere dei Piccoli nel n. 27 del luglio 1981 e venne pubblicata ininterrottamente fino al n. 47 del 23 novembre 1990. Durante gli anni Novanta la serie venne ripresa e pubblicata sulla stessa testata nel 1992 (dal n. 15 del 1992 al n. 50) e di nuovo dal 1993 e fino alla chiusura della storica testata col n. 4443 del 1995. La serie si concluse nel 1995 con la chiusura della testata, ma è stata poi ripresentata in alcune ristampe e nel mensile Giocolandia dal 2007 oltre che in alcuni volumi antologici realizzati da diversi editori. Nel 2018 è stato pubblicato il volume antologico Ronfi!, edito da Sbam! Libri. A partire da marzo 2024, su Rai Yoyo viene trasmessa la prima serie di animazione.

## Caratterizzazione
I personaggi sono piccoli roditori antropomorfi con enormi orecchie pendenti, dal carattere pigro e presuntuoso.

## Altri media
- Snores (2018): serie animata televisiva prodotto dalla Gertie.[11]
- I Ronfi (2024): serie animata di 26 episodi realizzata in 3D e prodotta da Gertie e Rai Kids con la sigla di Vince Tempera.[12]

## Premi e riconoscimenti
- Premio Attilio Micheluzzi per la migliore storia breve (2011).
- Il mondo dei Ronfi: mostra in occasione di BilBOlbul 2012.[13]
- MONDO RONFO: mostra al Museo del Fumetto di Milano dal 31 agosto al 6 ottobre 2013.[6][14][15]
- I Ronfi e il legno dolce: mostra del 2015.[16]